# Jože Balič
Jože Balič, slovenski strojni inženir, * 16. marec 1951, Maribor.
Diplomiral je leta 1976 na mariborski Višji tehniški šoli in 1987 doktoriral na zagrebški Fakulteti za strojništvo in ladjedelništvo. Od 1978 je zaposlen na Fakulteti za strojništvo v Mariboru, od 1997 kot redni profesor. V raziskovalnem delu se ukvarja z obdelovalno tehnologijo in sistemi, računalniško integrirano proizvodnjo in inteligentnimi proizvodnimi sistemi. Sam ali s sodelavci je napisal več učbenikov ter objavil več raziskav, znanstvenih razprav in samostojnih publikacij. Njegova trenutna bibliografija obsega 1094 zapisov.

## Izbrana bibliografija
- Proizvodne tehnologije : učbenik (COBISS)
- Računalniško integrirana proizvodnja. Učbenik (COBISS)
- Prilagodljivi in inteligentni obdelovalni sistemi ter računalniško integrirana proizvodnja (COBISS)
- Računalniško podprta izbira stružnega noža s pomočjo usmerjenih nevronskih mrež  (COBISS)